# (3709) Polypoites
(3709) Polypoites – planetoida z grupy trojańczyków okrążająca Słońce w ciągu 12 lat i 27 dni w średniej odległości 5,26 j.a. Została odkryta 14 października 1985 roku w Obserwatorium Palomar przez Carolyn Shoemaker. Ponieważ jest to obiekt należący do trojańczyków (obóz grecki) nazwa planetoidy pochodzi od Polypoitesa, mitycznego wojownika greckiego. Przed nadaniem nazwy planetoida nosiła oznaczenie tymczasowe (3709) 1985 TL3.